# علي أحمدي
علي أحمدي (بالفارسية: علی احمدی) هو لاعب كرة قدم إيراني، ولد في 21 مارس 1994 في أزنا في إيران. لعب مع نادي سباهان أصفهان.